# Dwór Horodyńskich w Zbydniowie
Dwór Horodyńskich w Zbydniowie – zabytkowy dwór położony przy ul. Sandomierskiej 119 w Zbydniowie. Wybudowany w 1806 przez Dominka Horodyńskiego herbu Korczak w stylu klasycystycznym, zaprojektowany  prawdopodobnie przez Jakuba Kubickiego.  
Dwór został wpisany wraz z parkiem i budynkami towarzyszącymi do rejestru zabytków województwa podkarpackiego.  

## Historia
Dominik Horodyński ok. 1796 nabył majątek i dwór w Zbydniowie, na licytacji w Wiedniu. Zakupiony przez niego dwór był drewniany, zbudowany w latach 1658–1659. Nowy został wybudowany w latach 1798–1806, była to wówczas pierwsza w okolicy murowana budowla stylowa. Wtedy też został założony park okalający „pałac”, jak go nazywano. W 1848 została wybudowana oranżeria o oryginalnym, półkolistym kształcie i szklarnia. W budynku oranżerii ze względu na zacienienie drzewami, od 1906 istniała kaplica dla lokalnej społeczności. Do 1944 był w posiadaniu kolejnych spadkobierców rodziny Horodyńskich.   
Ostatnim właścicielem dworu był Zbigniew Bogusław Horodyński zamordowany przez Waffen-SS w 1943. W 1944 w budynku mieścił szpital polowy żołnierzy Armii Czerwonej. Po II wojnie światowej przejęty przez Skarb Państwa i oddany w administrację Huty Stalowa Wola. Mieściło się w nim m.in. Gimnazjum Rolnicze, Gimnazjum Przemysłu Wiejskiego oraz ośrodek szkoleniowy HSW. W 1954 został założony w nim ośrodek zdrowia oraz izba porodowa. W budynku znajdował się również urząd pocztowy oraz mieszkanie lekarza. Opuszczony w latach 70. XX w. dwór stopniowo popadał w coraz większą ruinę. W latach dziewięćdziesiątych XX w. ostatni spadkobierca Dominik Zbigniew Horodyński odzyskał rodzinną posiadłość. Jednak nie był w stanie przywrócić jej dawnej świetności i postanowił sprzedać dwór wraz z parkiem i zabudowaniami dworskimi w Zbydniowie i Kotowej Woli.   

Byłem partyzantem, a w powstaniu warszawskim adiutantem Radosława. Po 1945 roku nie miałem już po co wracać do rodzinnego gniazda..... Nie mam syna, a więc właściwie na mnie kończy się dynastia zbydniowskiego rodu.

Zespół dworski stopniowo powraca do dawnej świetności dzięki zaangażowaniu obecnego właściciela.

## Stan obecny
Budynek został odbudowany wraz z obiektami, które mu towarzyszą tj.: oranżerią, służbówką i gorzelnią. W 2021 prowadzono w nich prace wykończeniowe wnętrz i ich wyposażanie. Wstęp na teren parku jest darmowy i nieograniczony, natomiast dwór i pozostałe obiekty dworskie są zamknięte dla zwiedzających. 

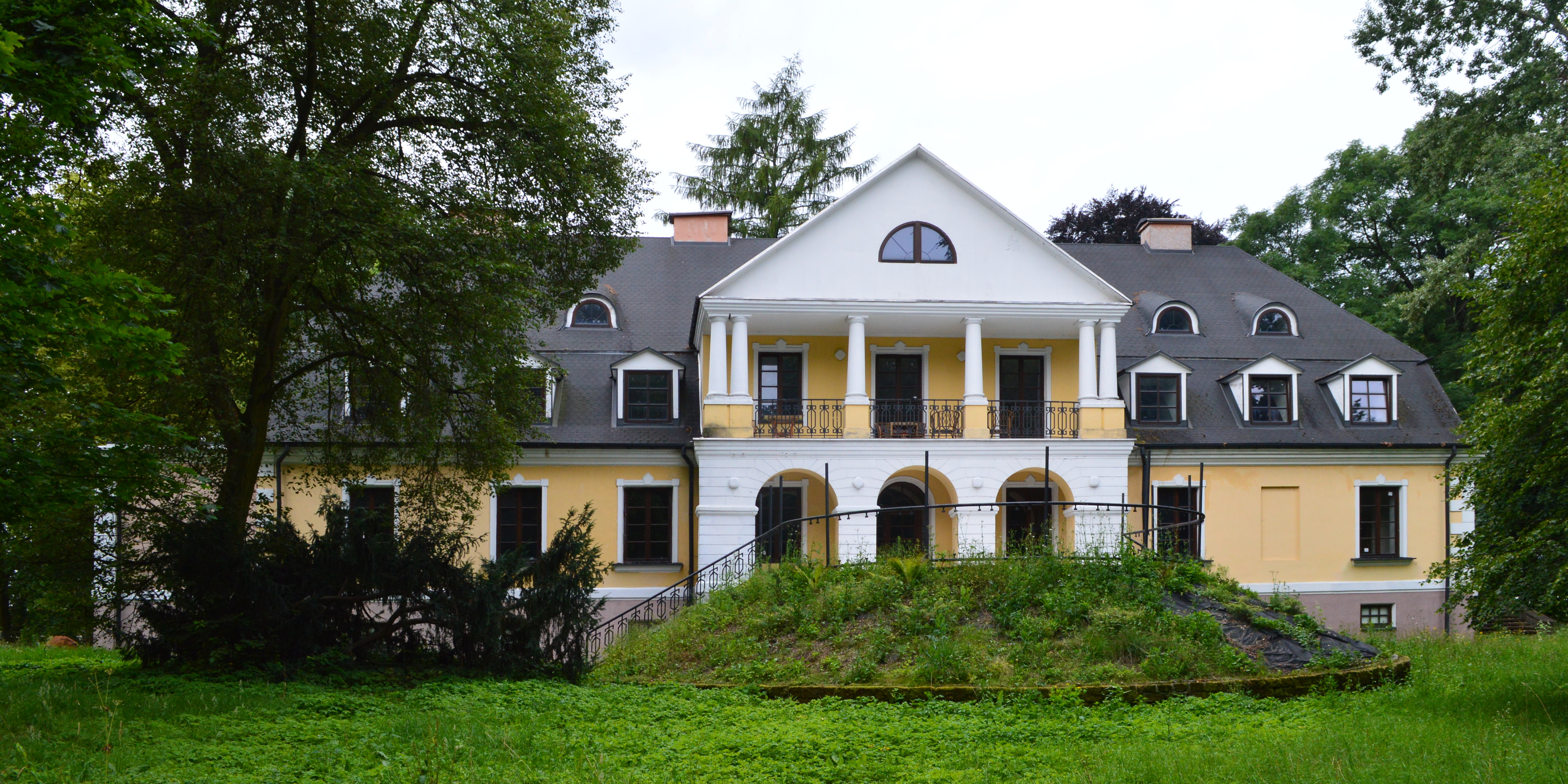
Strona wschodnia
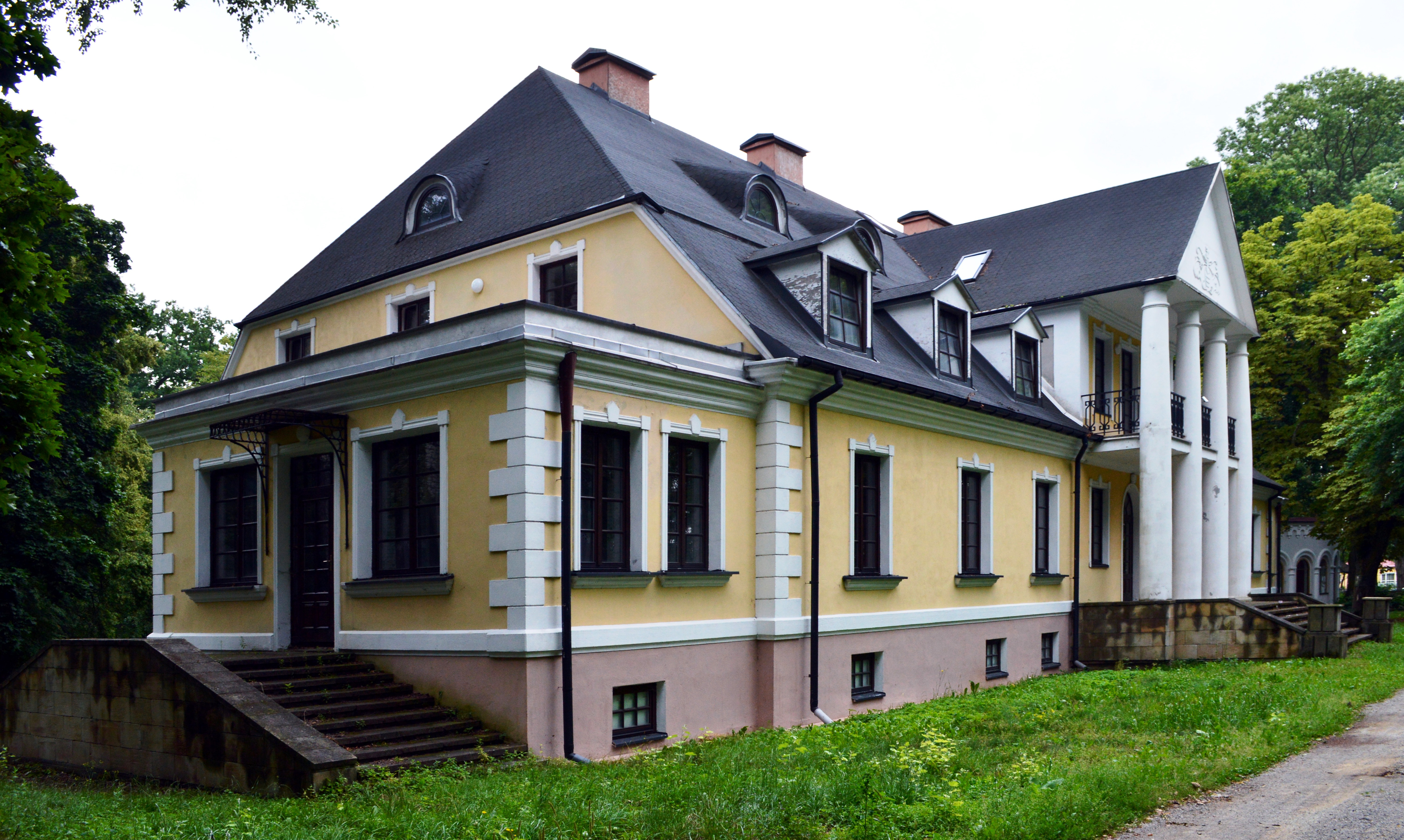
Skrzydło północne (w głębi oranżeria)
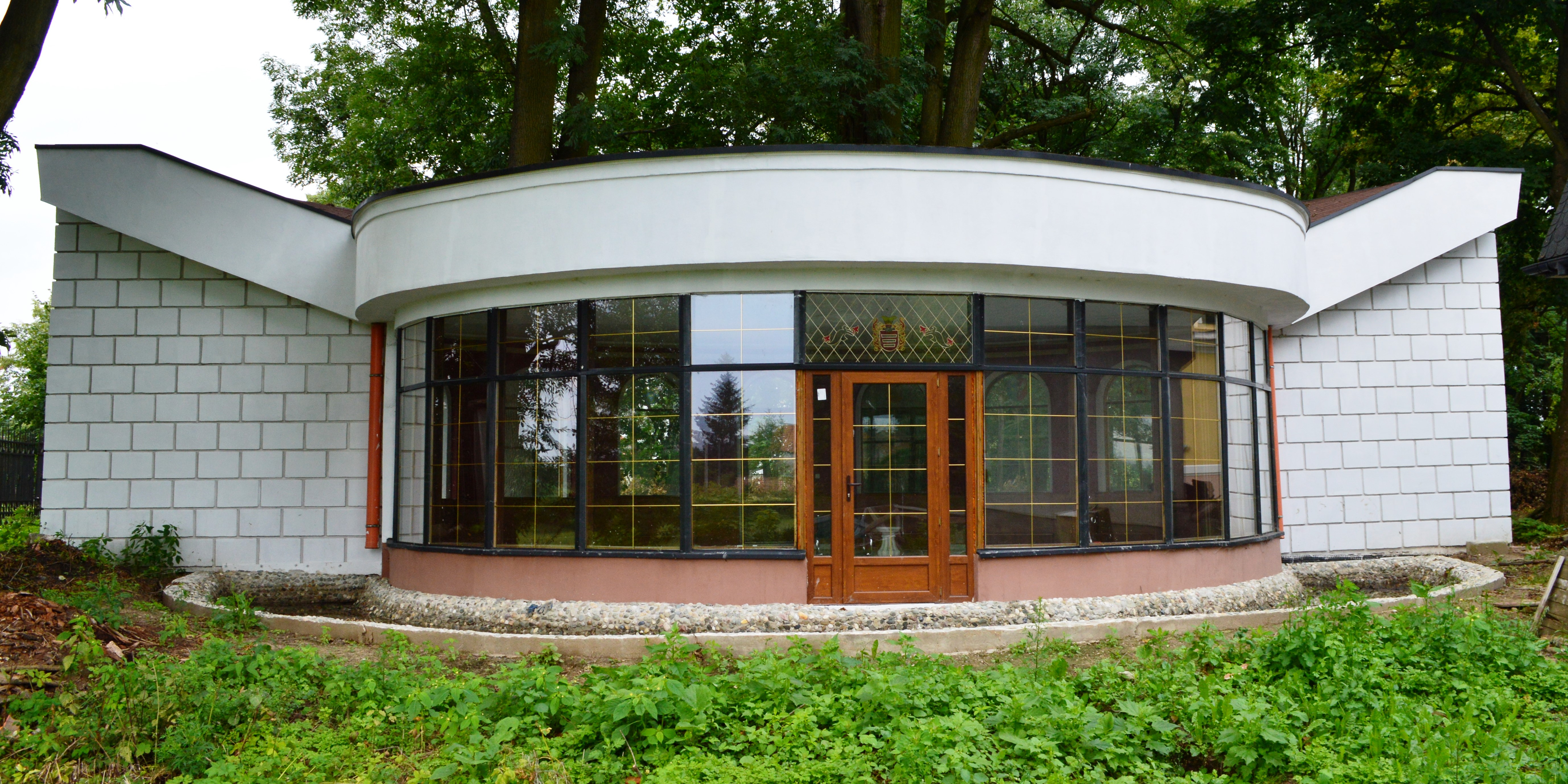
Oranżeria - front
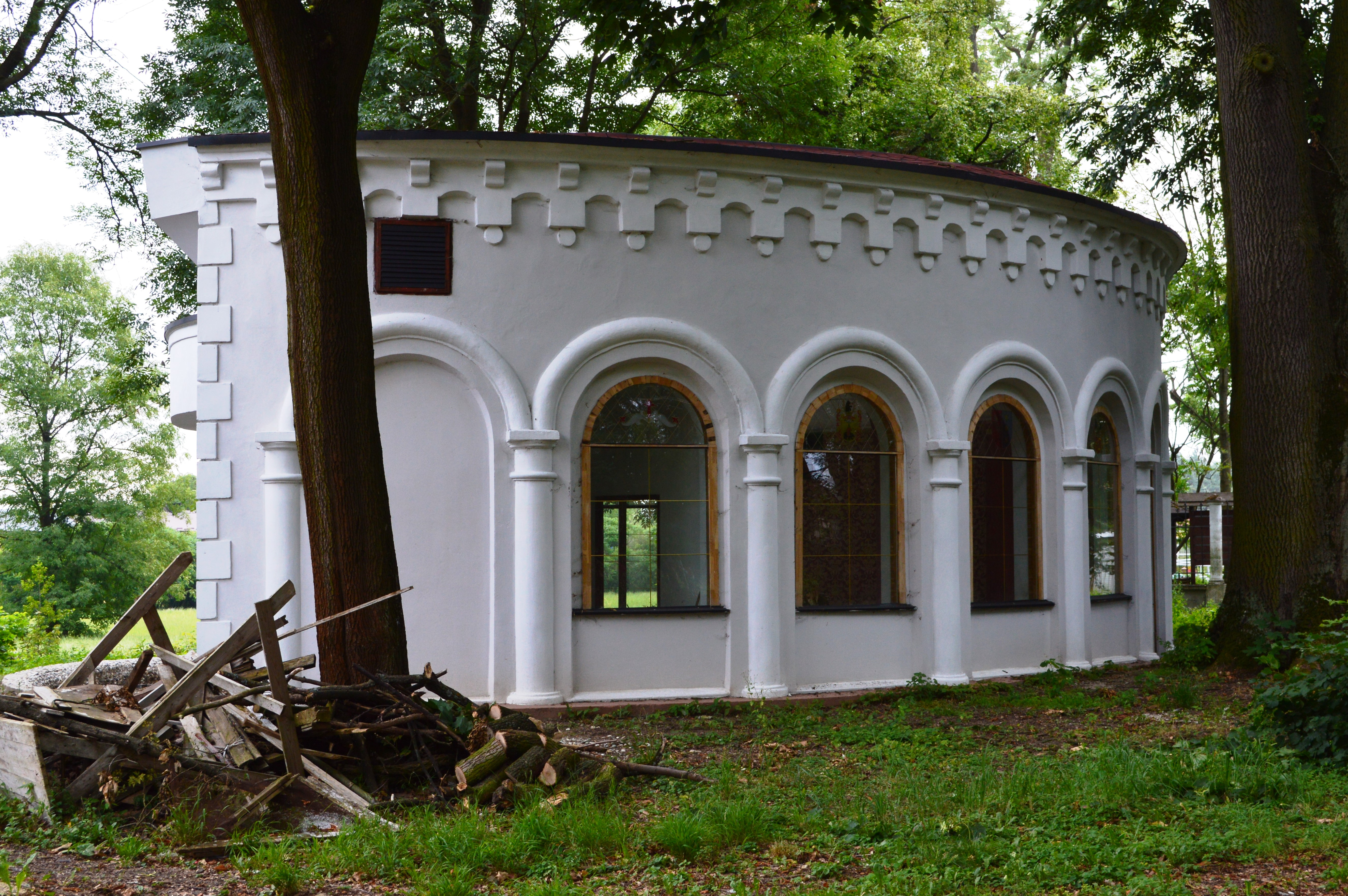
Oranżeria - tył

## Architektura

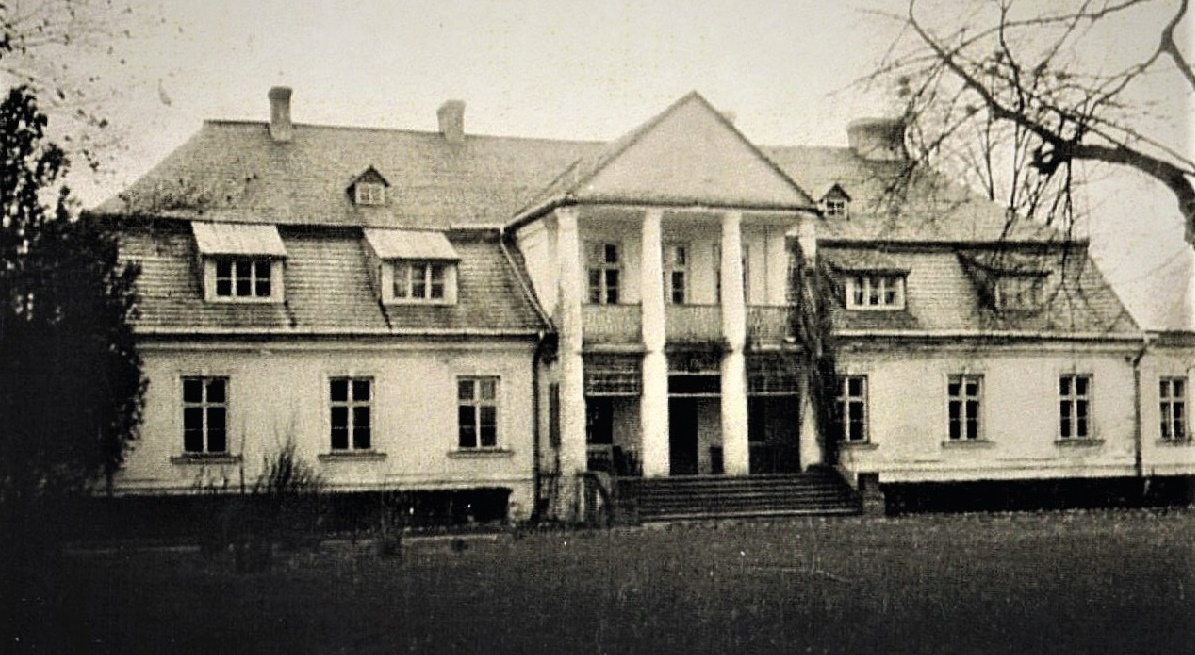
Zbydniów. Dwór Horodyńskich w 1941

Postawiony na planie prostokąta na osi północ–południe. Parterowy, murowany z cegły na zaprawie wapiennej, otynkowany, kryty dachem mansardowym z lukarnami. Z czterokolumnowym wysuniętym portykiem od frontu, przedzielonym na piętrze balkonem, zwieńczony frontonem z herbem Korczak. Z tyłu arkadowy portyk z kolumnowym balkonem, zwieńczony frontonem z małym półkolistym oknem. Po bokach z dobudówkami: jednopomieszczeniową od południa oraz trójpomieszczeniową od północy. Posiada układ dwutraktowy. Pomieszczenia mieszkalne oddzielone od części użytkowej korytarzem. Cześć użytkowa mieściła się od strony ogrodu, znajdowały się w niej sypialnie, jadalnia, kuchnia oraz gabinety. Poddasze użytkowe z pokojami przedzielonymi korytarzem. Stropy między piwnicą a parterem wykonano z cegły, a pozostałe kolebkowe z drewna.    
Wspomniana stylowa półkolista oranżeria, jest podzielona na segmentowe pseudoarkady z oknami, wsparta na półkolumnach, ozdobiona szerokim arkadowym fryzem.

## Park
W zabytkowym parku zaplanowanym w stylu angielskim znajduje się 27 czarnych orzechów oraz dwa blisko 30–metrowe jesiony rosnące w sąsiedztwie byłej oranżerii. Pozostały zabytkowy drzewostan uzupełniają dęby szypułkowe, buki, kasztanowce, trzy sosny wejmutki oraz rzadko spotykana topola biała.   
W parku, około 80 metrów na zachód od budynku dworu, znajduje się prostokątny nagrobek. Skrywa on szczątki członków rodziny Horodyńskich, ich służby oraz znajomych, zamordowanych przez hitlerowców w nocy z 23 na 24 czerwca 1943, łącznie 19 osób.

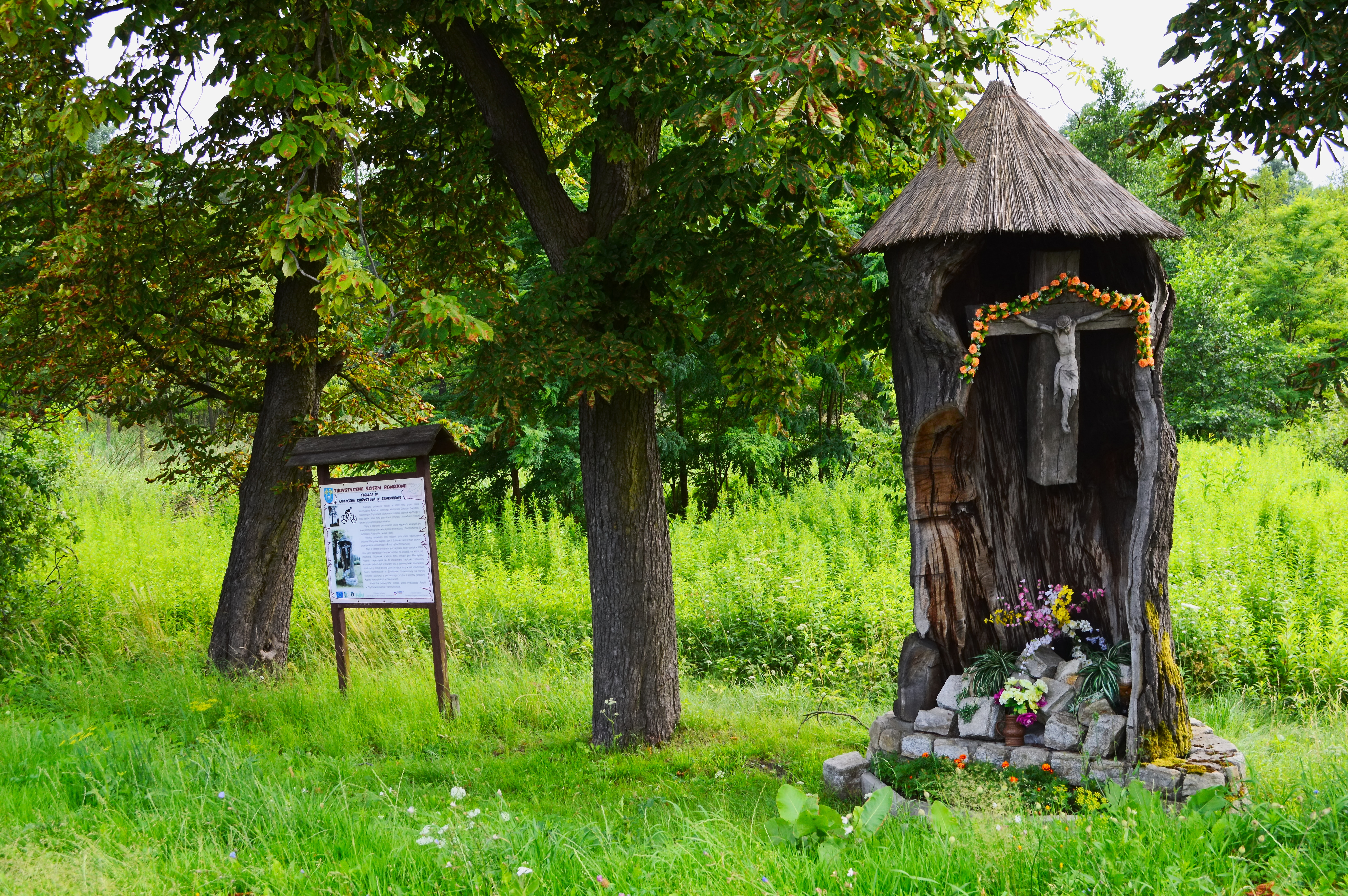
Starodrzew i drewniana kapliczka
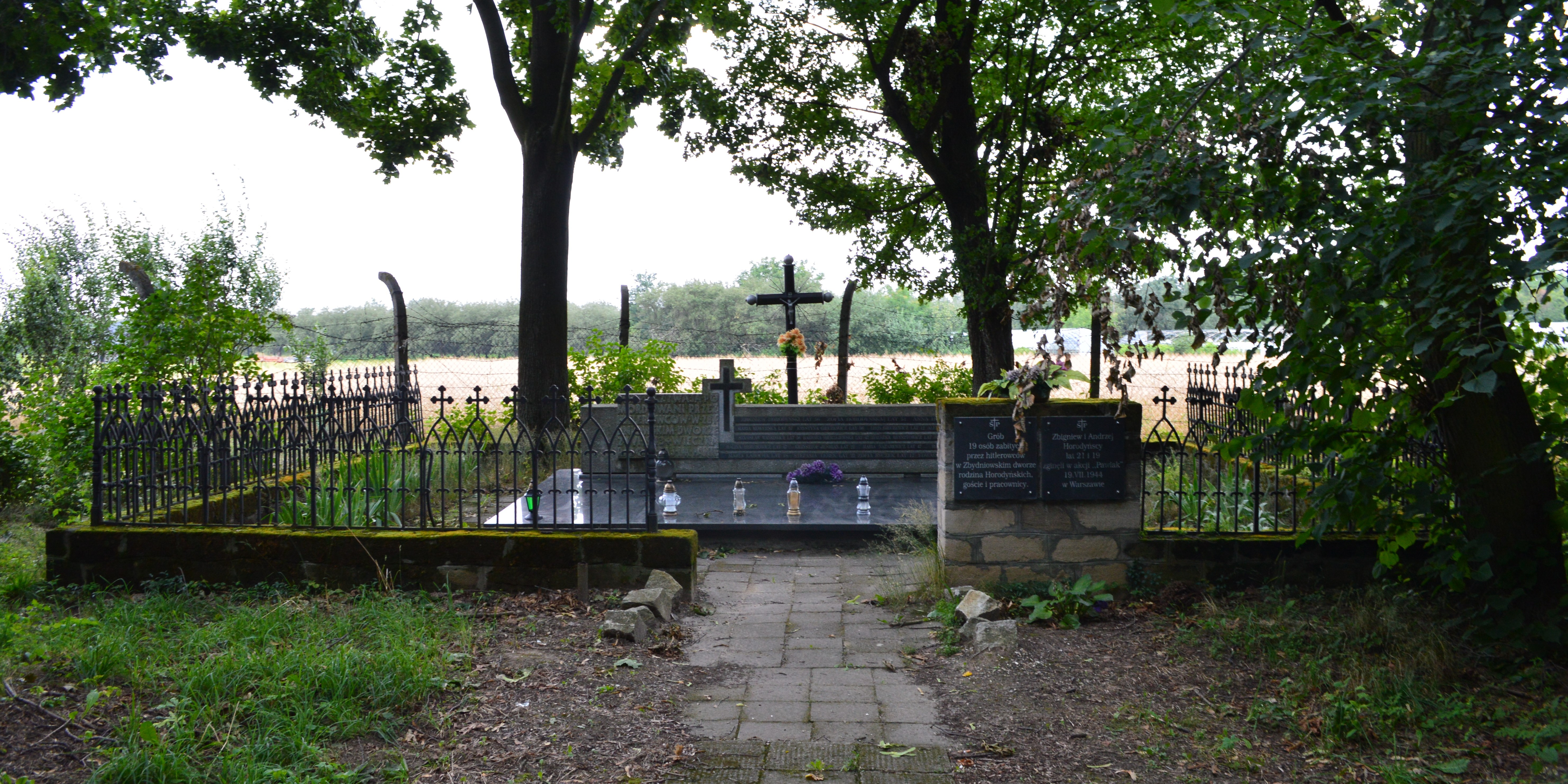
Mogiła w parku